# Ле Стрейндж, Роджер, 5-й барон Стрейндж из Нокина
Роджер ле Стрейндж (англ. Roger Lestrange; приблизительно 1326 — 23 августа 1382) — английский аристократ, 5-й барон Стрейндж из Нокина с 1349 года. Сын Роджера ле Стрейнджа, 4-го барона Стрейнджа из Нокина, и его жены Мод. После смерти отца унаследовал баронский титул и семейные владения, расположенные главным образом в Шропшире. Участвовал в Столетней войне. Был женат на Алине Фицалан, дочери Эдмунда Фицалана, 9-го графа Арундела, и Элис де Варенн. В этом браке родились:
- Джон (приблизительно 1352—1400), 6-й барон Стрейндж из Нокина[3];
- Люси, жена Уильяма Уиллоуби, 5-го барона Уиллоуби де Эрзби[1];
- Изабель (умерла после 1366), жена Джеймса Одли, 2-го барона Одли[4];
- Элеанора, жена Реджинальда де Грея, 2-го барона Грея из Ратина[5].